# 蒲淞區
蒲淞区是上海浦西歷史上的一個市辖区。歷史上的治所位於天山路西端新泾港畔的北新泾老街。
区境东连法华区，南接漕泾区，西邻青浦县，北至真如区。面积80.10平方公里。境內辖北新泾、虹桥、江桥、诸翟、华漕、周家桥、陈家渡、曹家渡、中新泾、王满泗桥10镇。蒲淞区名稱來自於境内的蒲汇塘、吴淞江。當地原本為蒲淞鎮。1912年，蒲淞鎮改為蒲淞市。中華民国17年（1928年）由上海縣划归上海特别市，並且設立蒲淞区。中華民国27年（1938年）撤销，辖地划归沪西区。中國抗日戰爭結束後，原蒲淞區虹橋路以北地塊設立第25區（後改為新涇區），以南地塊為第26區（後改為龍華區）。